# Violay
Violay ist eine französische Gemeinde mit 1210 Einwohnern (Stand 1. Januar 2022) im Département Loire in der Region Auvergne-Rhône-Alpes. Sie befindet sich etwa 10 km südwestlich des kleinen Städtchens Tarare (Rhône) auf der Verbindungslinie zwischen Lyon und Clermont-Ferrand. 
Höchste Erhebung in der Gemeinde ist der Mont Boussièvres mit 1004 m Höhe und dem dort im Jahr 1876 errichtete Aussichtsturm Tour Matagrin (von Juni bis September geöffnet). Im Tal Vallée de La Truche gibt es ein kleines Museum über die Ausgrabungen aus prähistorischer Zeit in den dort befindlichen Höhlen.

## Bevölkerungsentwicklung
| Jahr                       | 1962 | 1968 | 1975 | 1982 | 1990 | 1999 | 2009 | 2017 |
| Einwohner                  | 1314 | 1339 | 1344 | 1380 | 1425 | 1343 | 1339 | 1239 |
| Quellen: Cassini und INSEE |      |      |      |      |      |      |      |      |

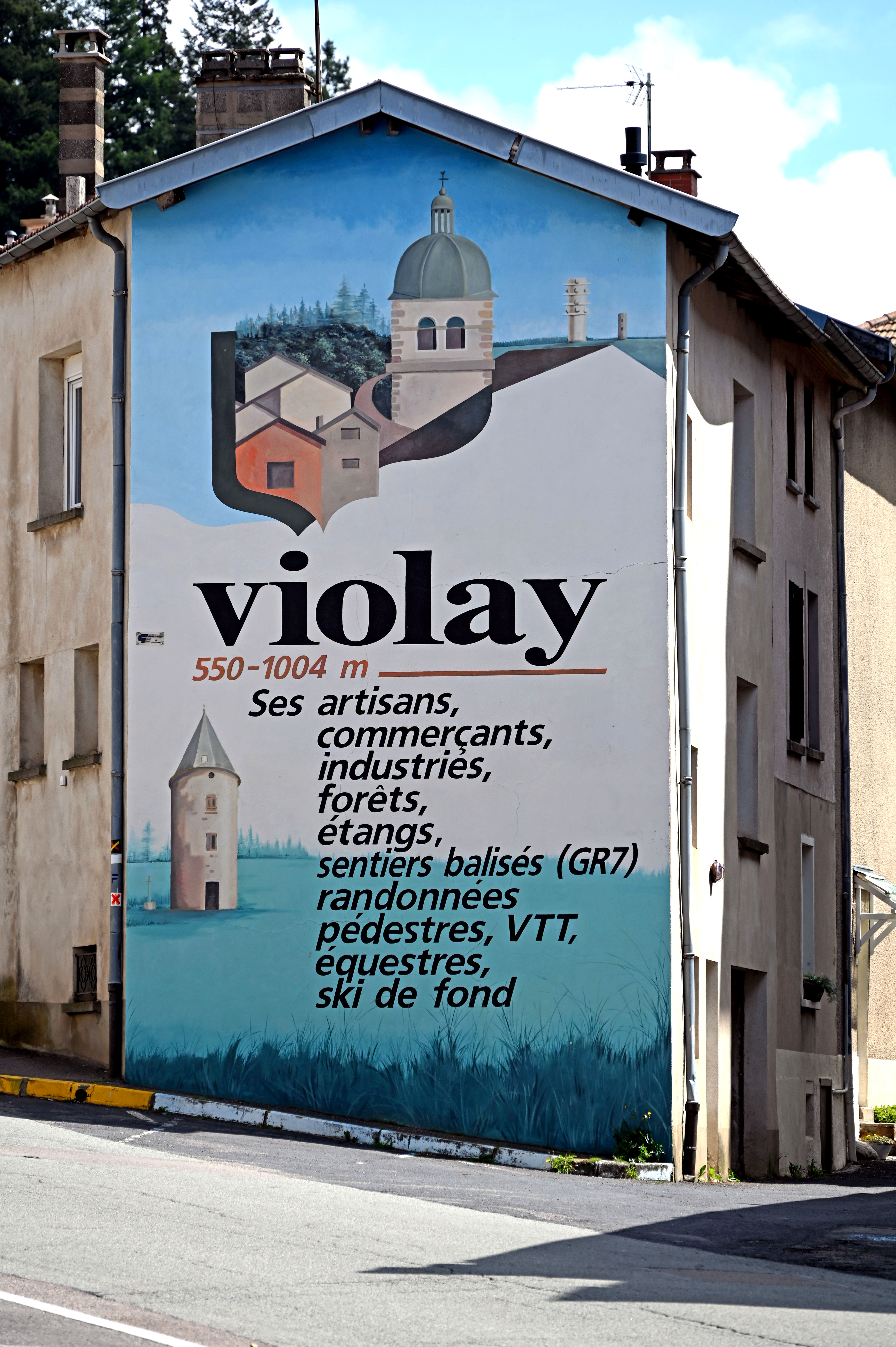
Hausfassade
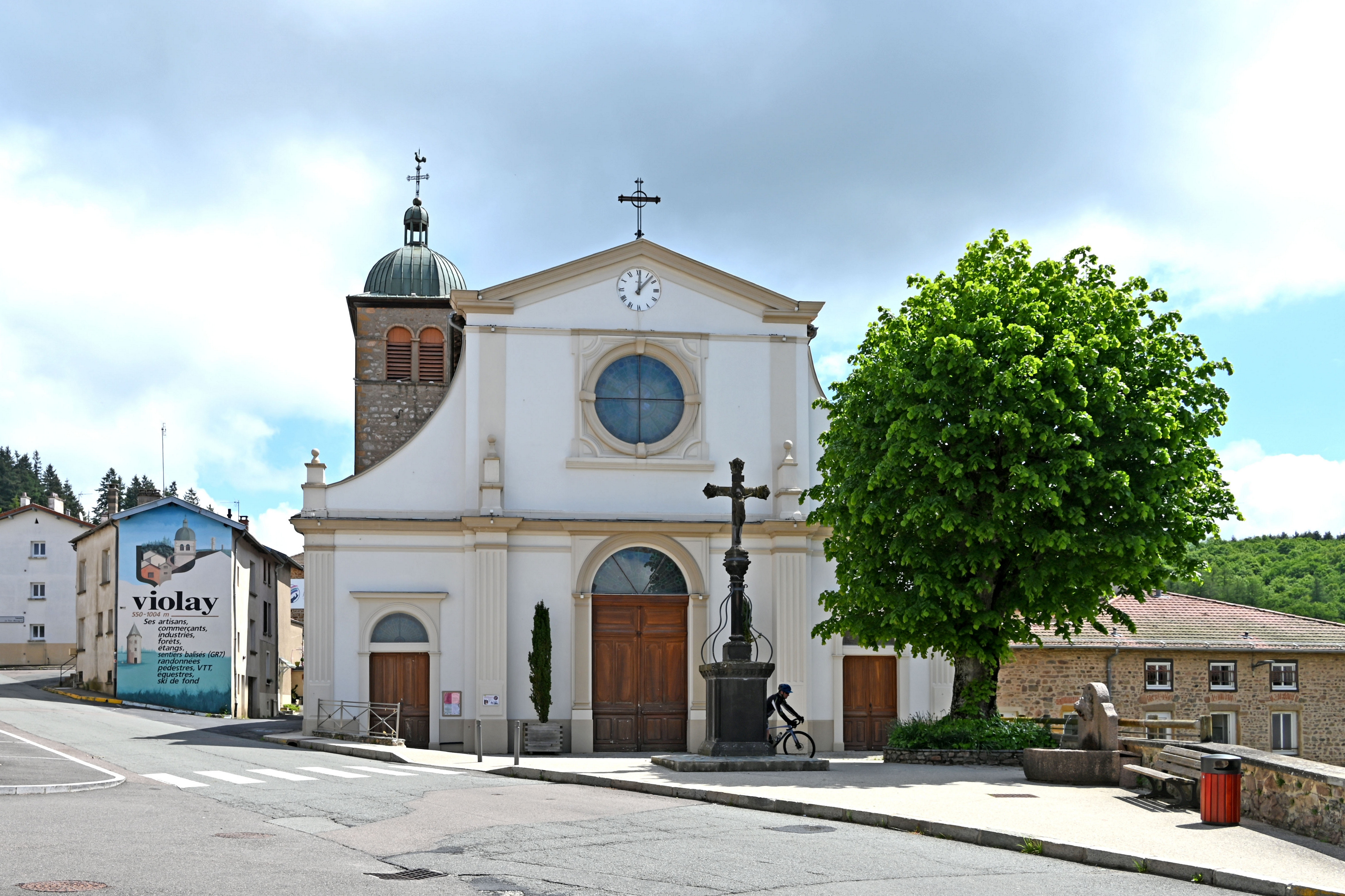
Kirche St. Georg
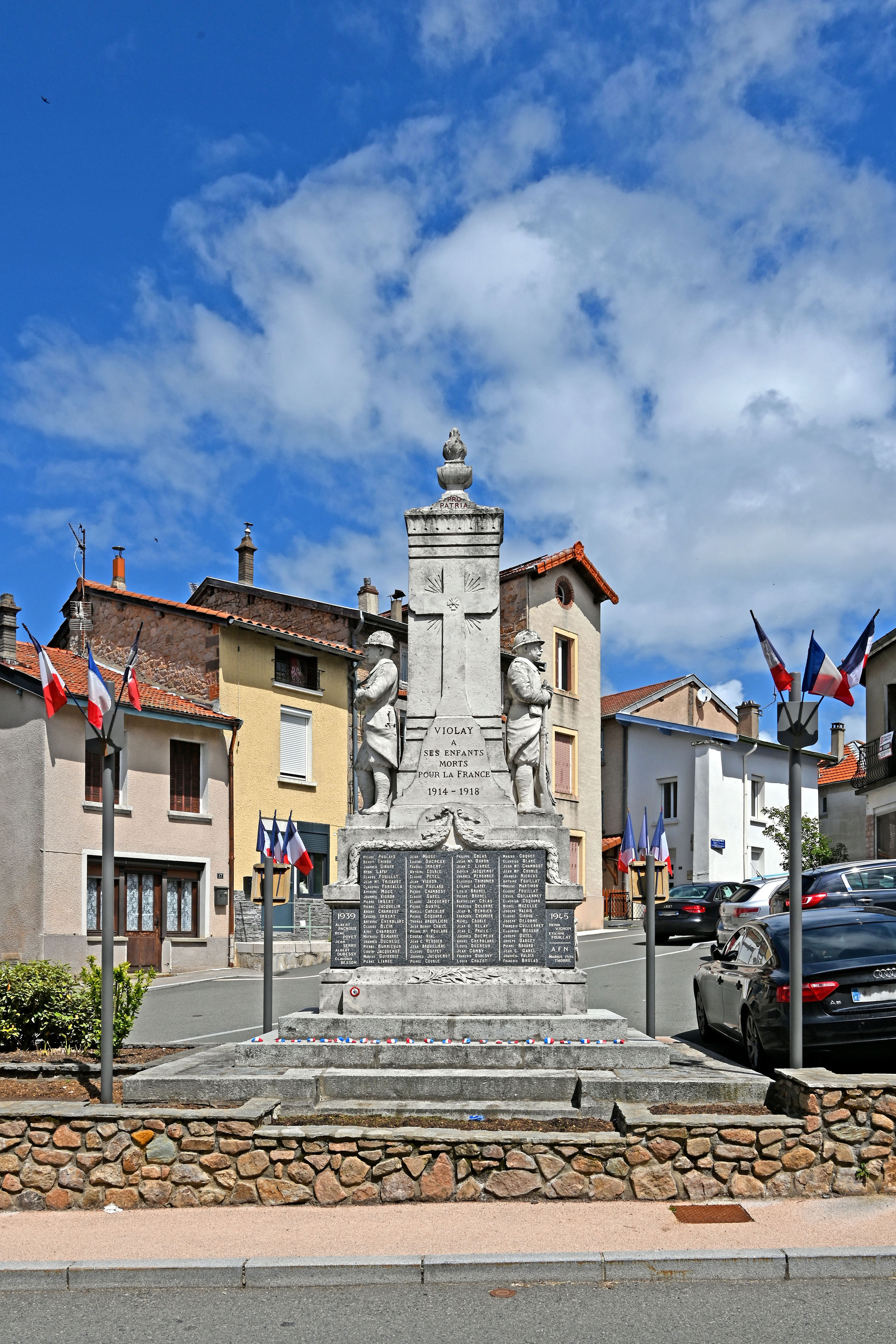
Kriegsopfer-Denkmal